# Alberto Undiano Mallenco
Alberto Undiano Mallenco (n. 8 octombrie 1973, Pamplona) este un arbitru spaniol de fotbal. Este arbitru FIFA din anul 2004. Înafară de cariera  de arbitru, Alberto Undiano Mallenco este sociolog part-time.

## Titluri
- Premiul Don Balón (cel mai bun arbitru spaniol): 2005 și 2007